# Gino Bronzoni

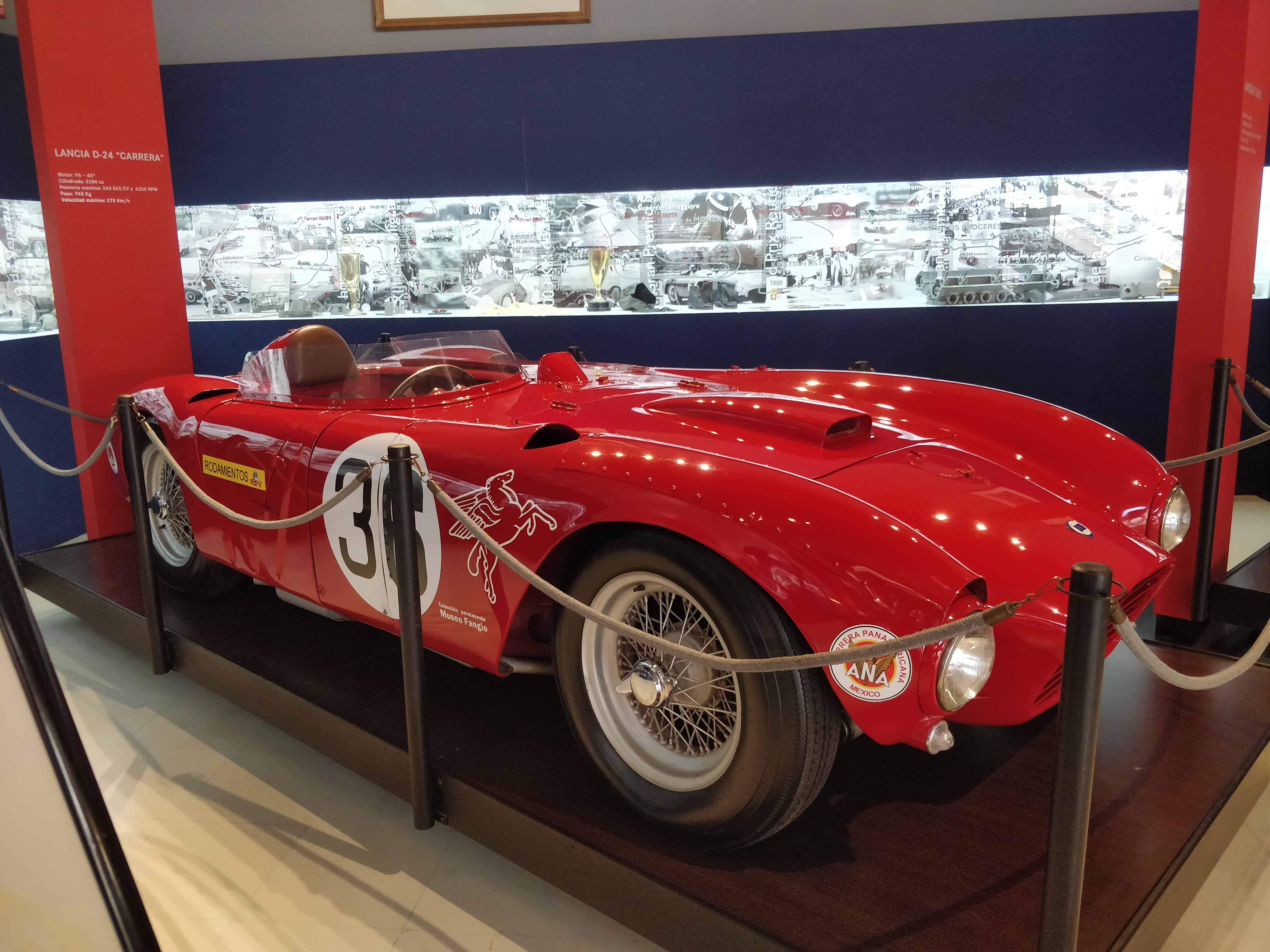
Lancia D24; Siegerwagen von Juan Manuel Fangio und Gino Bronzoni bei der Carrera Panamericana 1953

Gino Bronzoni war ein italienischer Autorennfahrer.

## Karriere
Gino Bronzoni war in den frühen 1950er-Jahren Testfahrer bei Ferrari und Lancia. Viele Jahre war er Beifahrer von Clemente Biondetti bei italienischen Straßenrennen. 1940 debütierte der bei der Mille Miglia, wo er 1950 gemeinsam mit Biondetti im Jaguar XK 120 Gesamtachter wurde.
Neben dem Sieg bei der Coppa della Toscana 1953 war der größte Erfolg in seiner Karriere der Erfolg bei der Carrera Panamericana im selben Jahr. Juan Manuel Fangio und Bronzoni siegten im Lancia D24.

## Statistik

### Einzelergebnisse in der Sportwagen-Weltmeisterschaft
| Saison | Team   | Rennwagen                     | 1   | 2   | 3   | 4   | 5   | 6   | 7   |
| ------ | ------ | ----------------------------- | --- | --- | --- | --- | --- | --- | --- |
| 1953   | Lancia | Lancia Aurelia B20 Lancia D24 | SEB | MIM | LEM | SPA | NÜR | RTT | CAP |
| 1953   | Lancia | Lancia Aurelia B20 Lancia D24 |     | 21  |     |     |     |     | 1   |